# Lužianky
Lužianky (in ungherese Sarlókajsza) è un comune della Slovacchia facente parte del distretto di Nitra, nella regione omonima.